# Pădurea Roșoșa
Pădurea Roșoșa este o arie naturală de interes național ce corespunde categoriei a IV-a IUCN (rezervație naturală de tip forestier), situată în județul Suceava, pe teritoriul administrativ al comunei Moldovița.

## Localizare
Aria naturală se află în partea nordică a județului Suceava, în Obcinele Bucovinei (subunitate montoasă a Carpaților Orientali) și se întinde pe o suprafață de 205 hectare. 

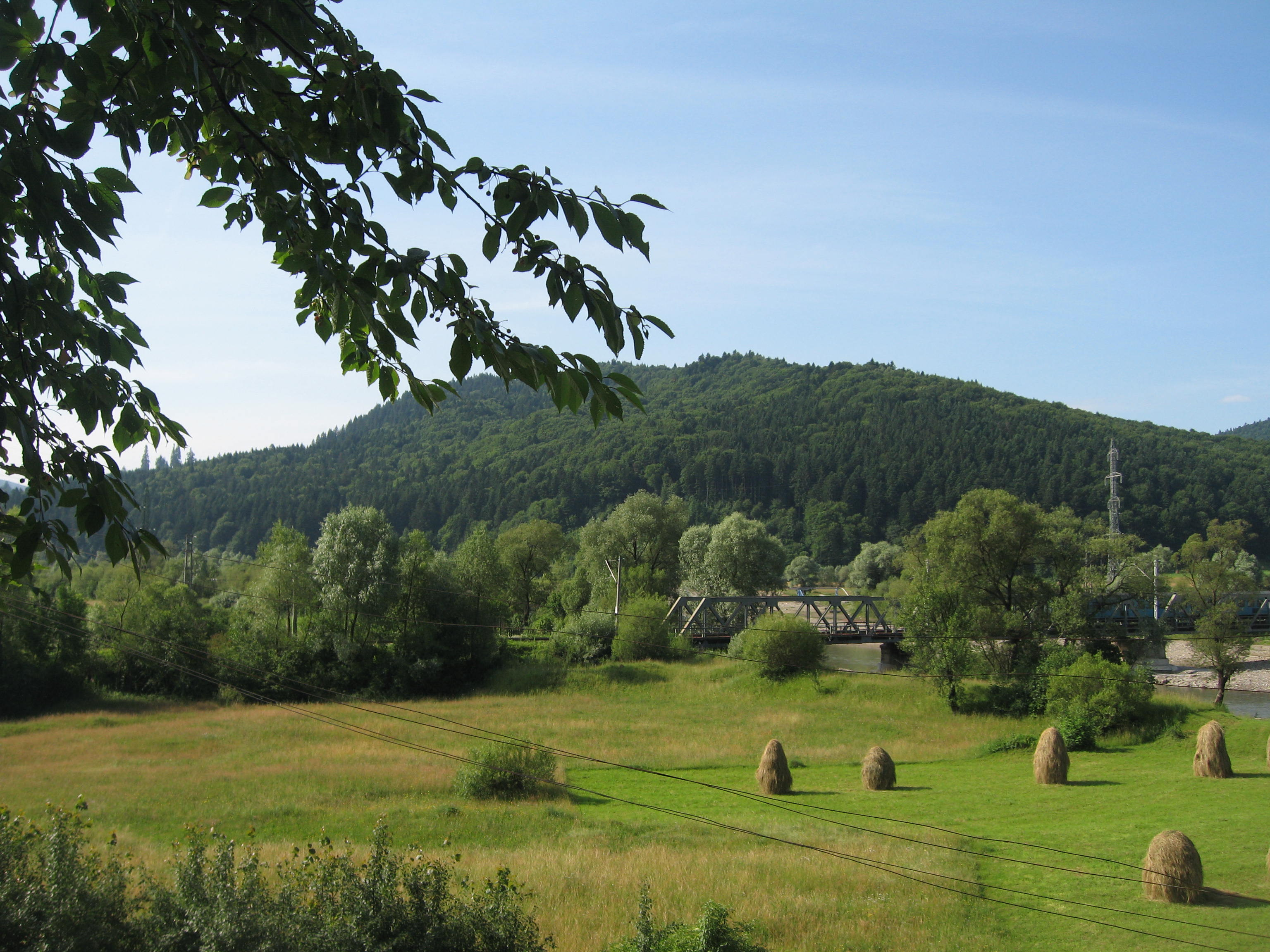
Obcina Mare

## Descriere
Rezervația naturală a fost declarată arie protejată prin Hotărârea de Guvern nr. 1.143 din 18 septembrie 2007 (privind regimul ariilor naturale protejate, conservarea habitatelor naturale, a florei și faunei sălbatice din România) și reprezintă o zonă de protecție pentru specii arboricole de molid (Picea abies), cu vârste de peste 100 de ani.